# Beenhouwersstraat (Brussel)
De Beenhouwersstraat (Frans: Rue des Bouchers) behoort tot een middeleeuws stegen- of stratencomplex in het historische centrum van Brussel. Het complex bestaat uit de Korte Beenhouwersstraat, de Beenhouwersstraat en de Predikherenstraat. Het geheel maakt samen met de Greep- en de Grétrystraat deel uit van de wijk Ilot Sacré en kenmerkt zich door trapgevels met tandvormige en gekrulde ornamenten en oude deuren, vaak 17e-eeuws of gebouwd na het bombardement van Lodewijk XIV in 1695. Attracties zijn de fontein van het waterspuwend meisje (sinds 1945, van Idel Ianchelevici), Jeanneke Pis (sinds 1985), de restaurants Chez Léon (sinds 1961) en Aux Armes de Bruxelles, en Theater Toone (sinds 1966). De straat wordt vanwege haar culinaire karakter de maag van Brussel genoemd: de meer dan honderd restaurants verwelkomen bijna 24 uur per dag toeristen en Brusselaars. Een schaduwkant vormen de vermeend frauduleuze praktijken en het agressief benaderen van toeristen om hen de restaurants in te lokken.

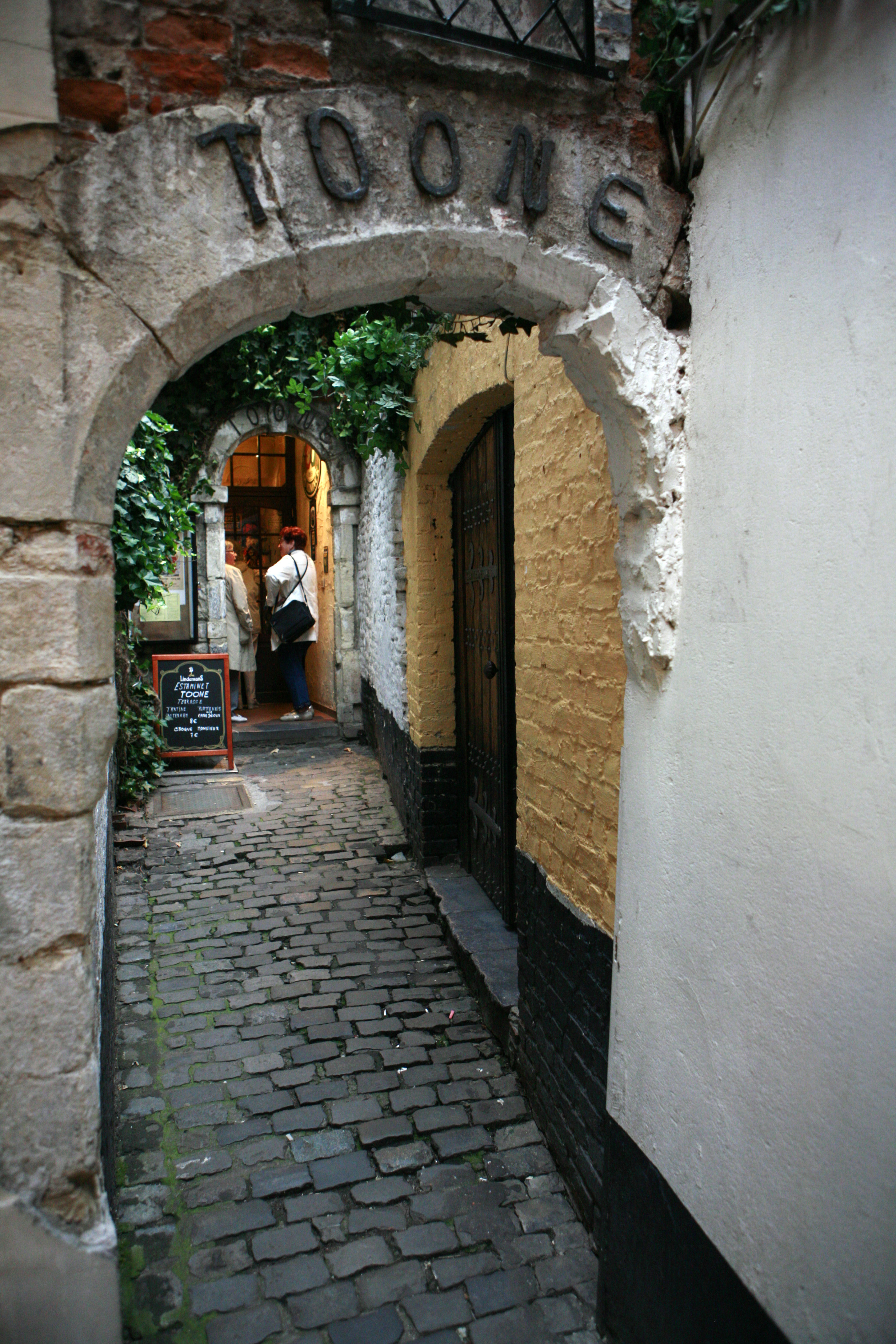
Aan het einde van de Schuddeveldgang ligt het Marionettentheater van Toone. Het theater heeft er sinds 1966 een onderkomen dankzij de inspanningen van José Géal of Toone VII. De muurankers op de voorgevel dateren het huis: 1696. De bepleisterde barokke gevel is kenmerkend voor de bouwcampagne na het bombardement. Het interieur toont de oorspronkelijke draagstructuur met moer- en kinderbalken. Het pand werd gerestaureerd in 1979 en is sinds 2001 beschermd als monument.

## Huizen
- Nummer 70: hier bevond zich een museum van handsmeedwerk met stukken van Guillaume Dehaen.
- Nummer 58: Hiernaast leidt de Sint-Sebastiaansgang naar de "Centrale Residence", een tuin met een bronzen "waterspuwend meisje" van Idel Ianchelevici. Boven het poortje hangt het wapenschild van Pius IX, waarschijnlijk aangebracht door de uitgeverij Goemaere die hier tussen 1857 en 1937 bijbels drukte met pauselijke vergunning.
- Nummer 53: Xavier Lauffer, een vluchteling uit de Elzas, stichtte hier in 1871 een winkel.
- Nummer 30: Hier was de jazzclub "La Rose Noire", waar Jacques Brel in 1953 vroege successen boekte. De club ging in 1961 om veiligheidsreden dicht en werd in 1963 verkocht aan "Aux Armes de Bruxelles", dat er zijn keukens inrichtte.
- Nummer 18-22: Chez Léon bestaat al meer dan een eeuw en vestigde zich hier in de jaren zestig. Specialiteiten zijn mosselen in witte wijn en kip met frambozenbier.
- Nummer 21: Eind oktober 1902 kwam de Italiaanse anarchist Gennaro Rubino hier wonen en kocht in de Sint-Hubertusgalerijen foto's van leden van de Koninklijke familie. Op 15 november 1902, Koningsdag, probeerde hij Leopold II te vermoorden.
- Nummer 13: In juli 1921 kocht Calixte Veulemans de taverne die uitgroeide tot het beroemdste restaurant van de straat: "Aux Armes de Bruxelles". In 2007 verkocht de familie de zaak aan de Franse restaurantgroep "Groupe Flo", een dochtermaatschappij van de Belgische holding Ackermans & van Haaren.
- Nummers 10 tot 12: Hiertussen loopt de Getrouwheidsgang met Jeanneke Pis, de vrouwelijke pendant van Manneken Pis. Het beeldje staat er sinds 1985 en was een initiatief van Denis-Adrien Debouvrie, een bekende Brusselse handelaar en eigenaar van meerdere restaurants en huizen in de wijk Ilot Sacré, om meer toeristen de steeg in te loodsen.

## Galerij

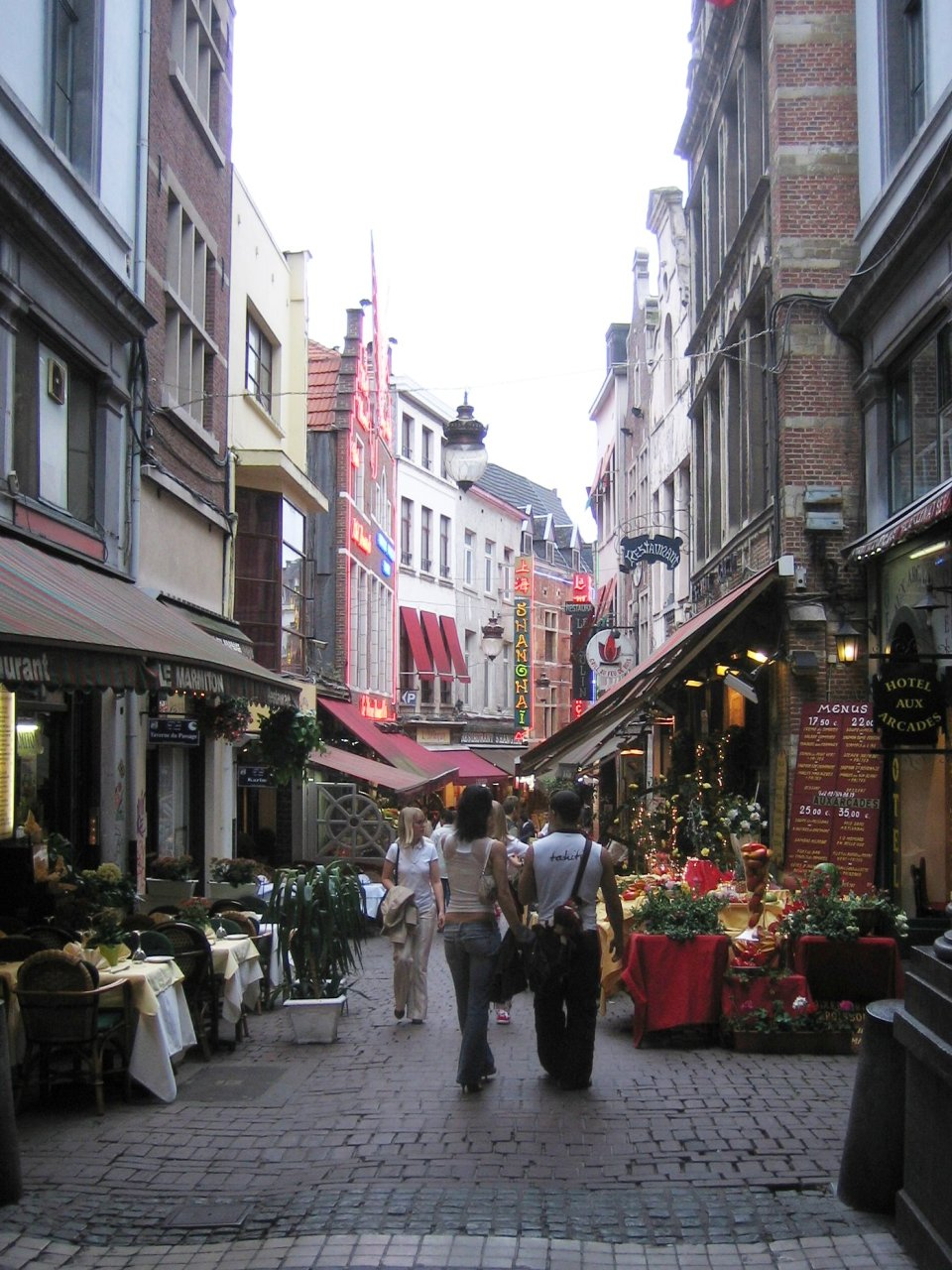
Straatbeeld
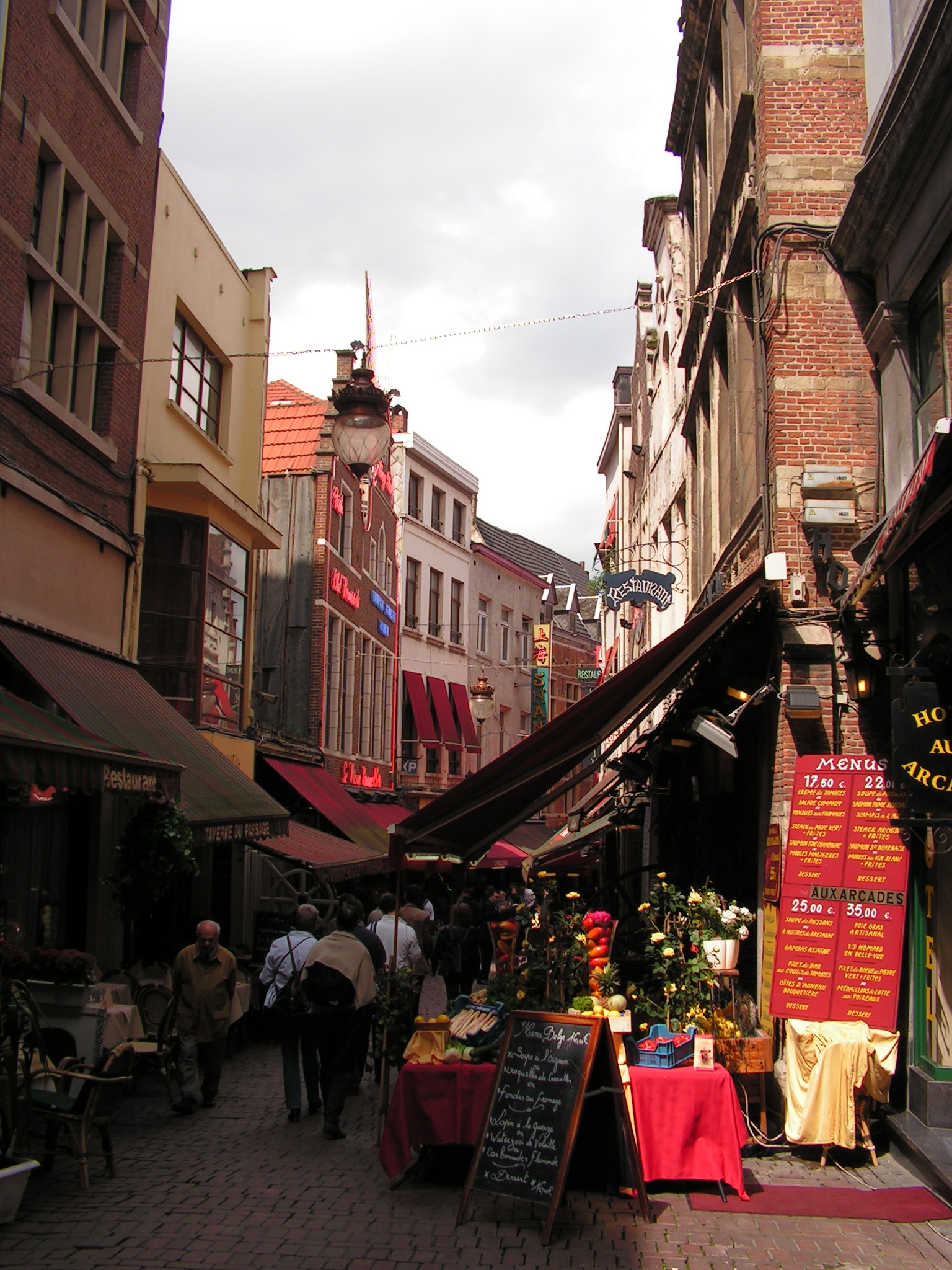
Straatbeeld
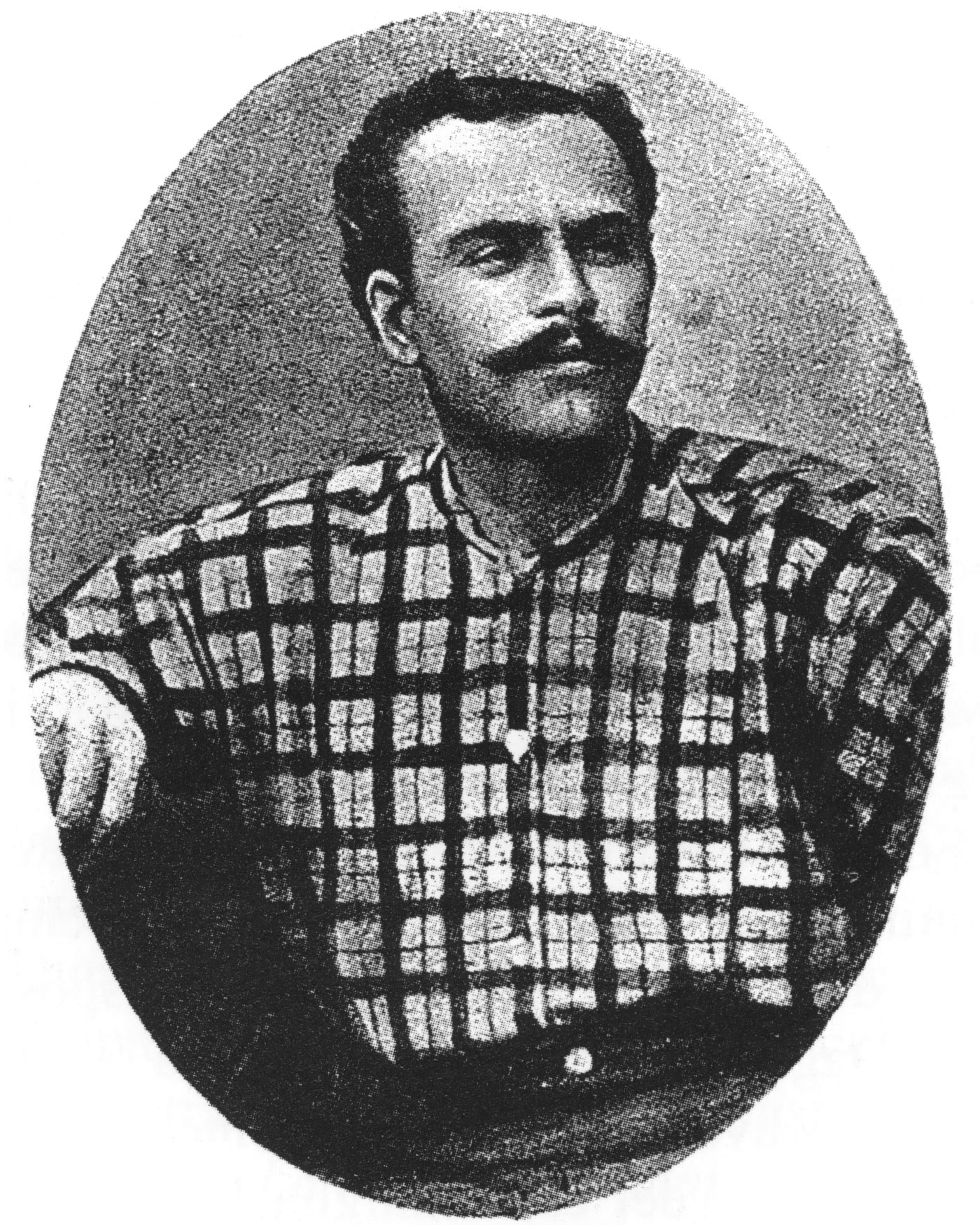
Gennaro Rubino
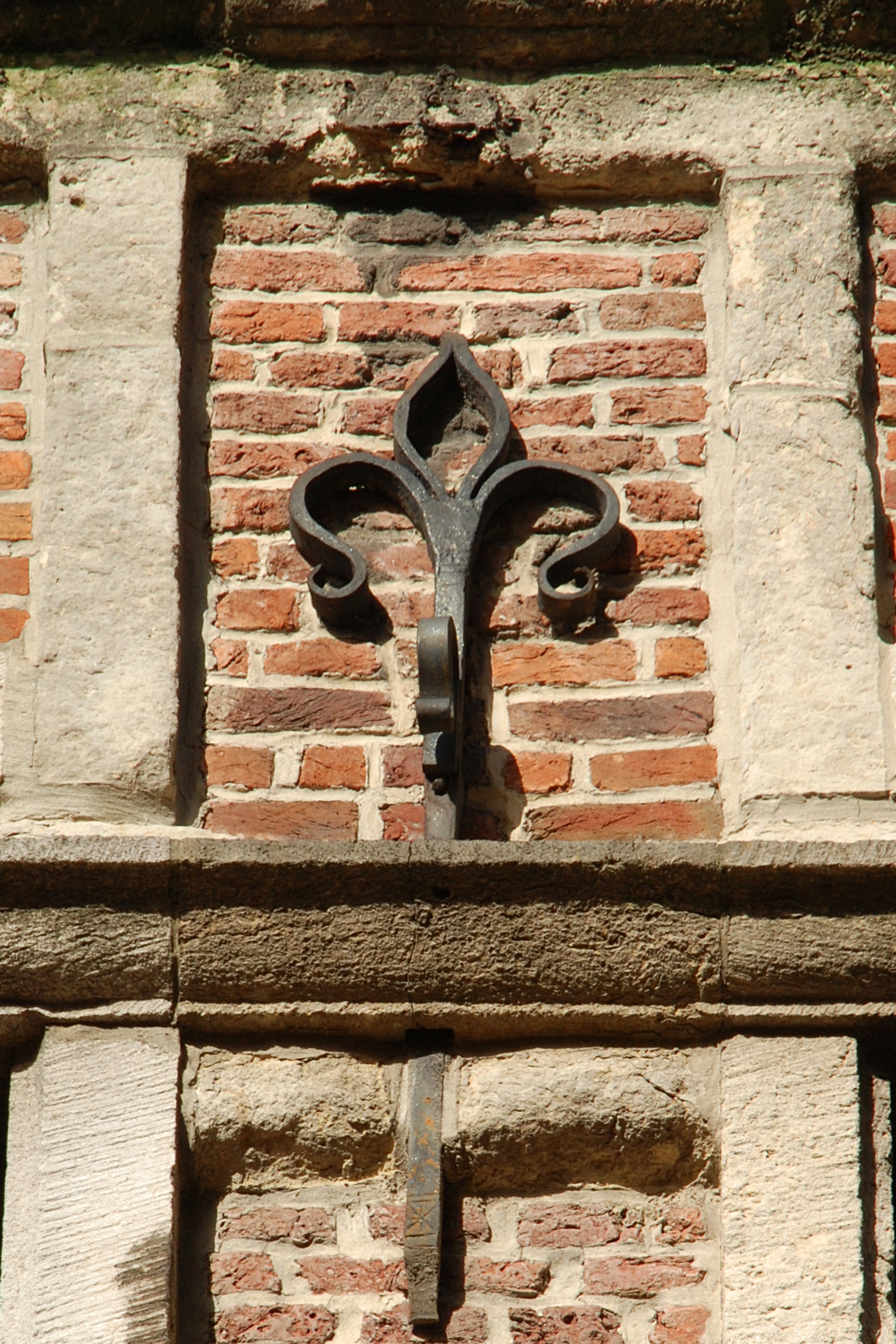
Muuranker in de vorm van een lelie
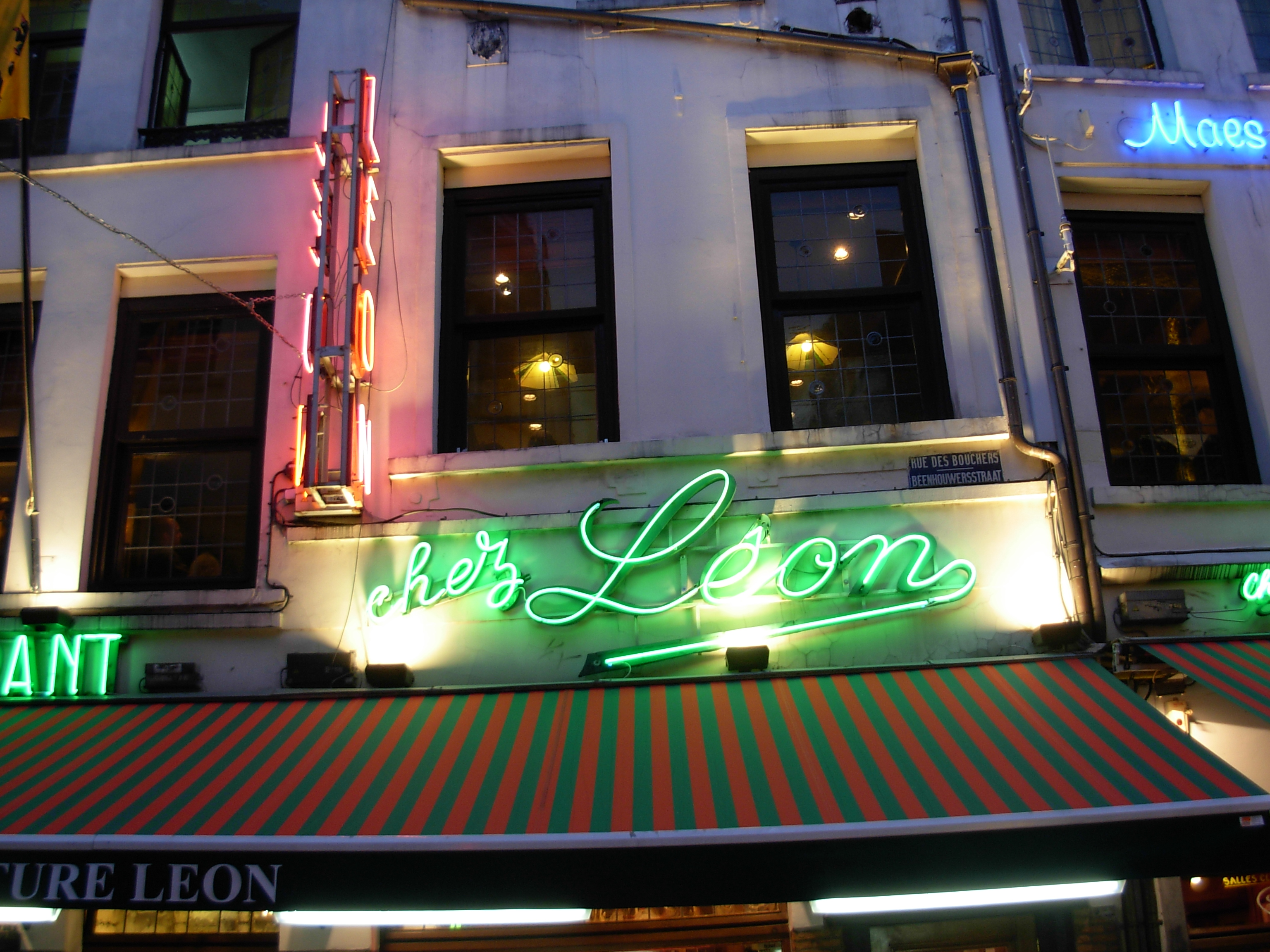
Chez Léon
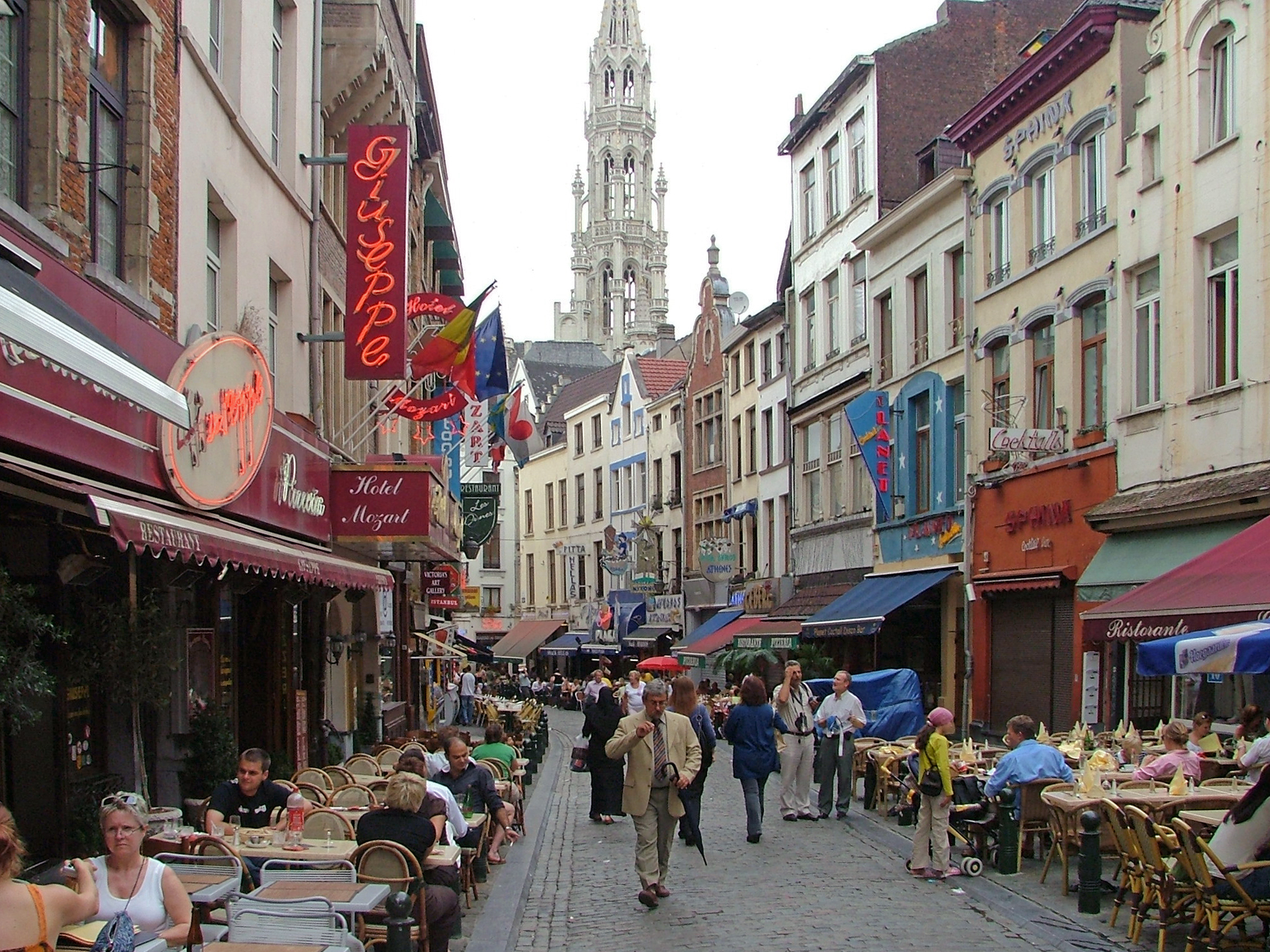
Straatbeeld met stadhuis
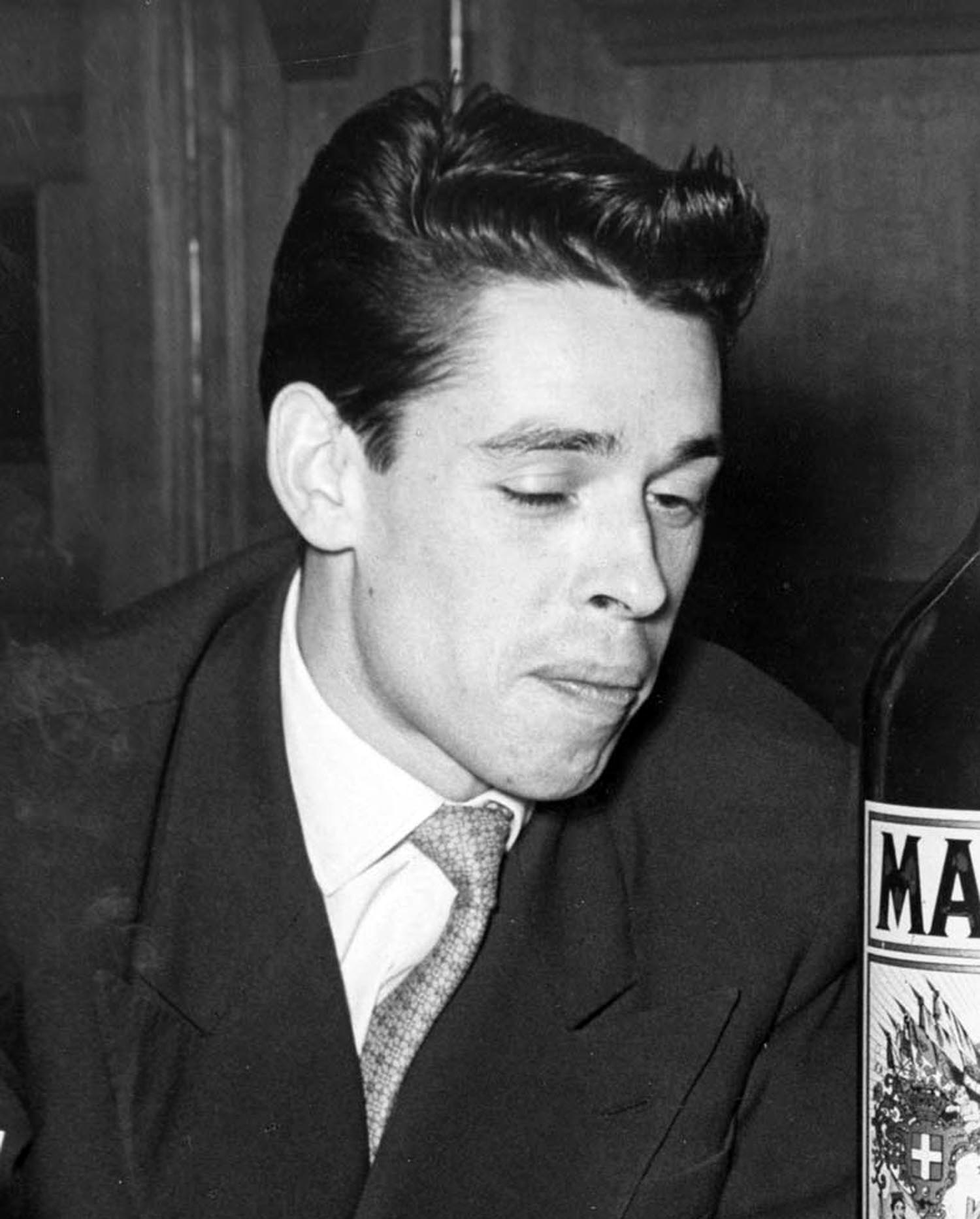
Jacques Brel
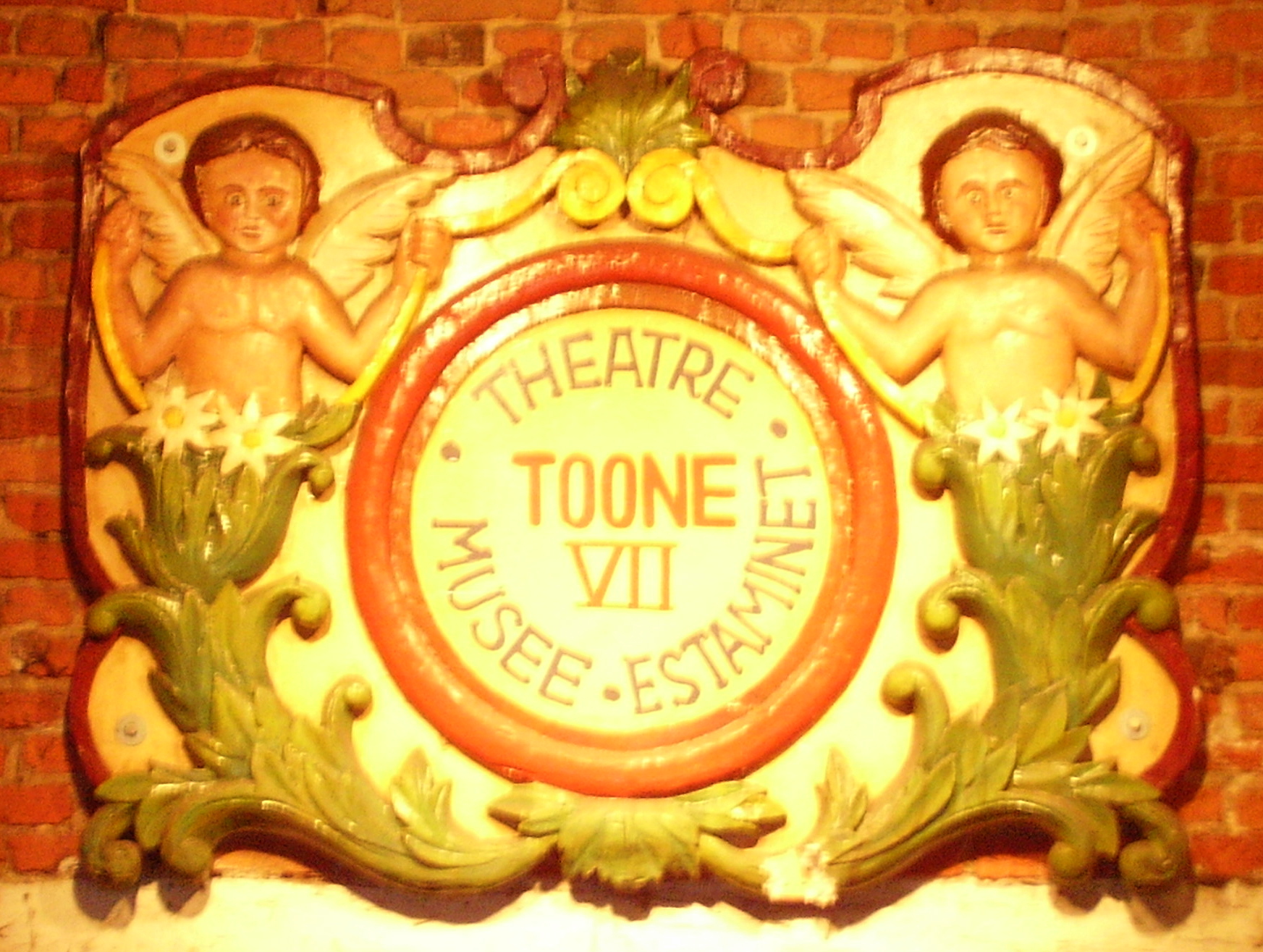
Theater Toone

## Geschiedenis

### Middeleeuwen
Een document uit 1294 uit de Sint-Goedelekerk duidt de huidige straat aan als "Vicus Carificum". In 1364 vermeldt men de straat in het Brabantse Middelnederlands: de "Vleeshouwersstrate" en in 1366 wordt de naam "Cleyn Vleeshouversstraete" gebruikt. In de 17e eeuw sprak men van de Kornetstraat, "Crantje Straetje" of het kraanstraatje. In de middeleeuwen woonden er varkensslagers, worstenmakers en wellicht slagers die geiten- en schapenvlees verkochten. Het rundvlees werd uitsluitend verkocht aan de "Grote Slagerij" achter het Broodhuis.

### Nieuwe tijd
Hoewel de Beenhouwersstraat een van de vuilste straten van de stad was, ging de pestepidemie die woedde van oktober 1667 tot december 1668 er grotendeels aan voorbij: slechts zes huizen leden hieronder. Tijdens het bombardement van 1695 op de stad sneuvelden diverse huizen die nadien weer opgebouwd werden en de straat haar huidige aanzicht. In het begin van de 19e eeuw vestigden er zich trijpverkopers (organenverkopers), nadat de prefect ze had verjaagd van de Trijpmarkt, die bij de Grasmarkt werd gevoegd.

### Twintigste eeuw
Vanaf het begin van de jaren vijftig werden openbare werken gepland om bij de Wereldtentoonstelling de doorstroming van het verkeer te verbeteren rond de grote markt. In de Beenhouwersstraat was het de bedoeling gebouwen langs één zijde te ruimen voor bredere wegen. Het plan stuitte op protest van de eigenaars en bewoners, handelaars en verenigingen. Na Expo 58 richtten burgemeester Lucien Cooremans en zijn schepen voor Openbare Werken een raad voor de stedenbouw op. Het resulteerde in een reglement voor stadsbescherming. Op 21 maart 1960 nam men het bijzonder plan van aanleg aan, dat nieuwbouw verbood en het behoud van de bestaande gevels beoogde. De straat werd daarna autovrij en ingenomen door toeristische restaurants die voornamelijk visgerechten serveren.

## Trivia
- Jacques-Dominique Mosselman een achttiende-eeuwse telg uit een Brusselse patriciërsfamilie woonde op de hoek van de Beenhouwersstraat en de Sint-Hubertusstraat in het herenhuis 'In het Beloofde Land' en was eigenaar van twee slagerijen in de Beenhouwersstraat.
- De straat kreeg in het begin van de twintigste eeuw een zekere vermaardheid toen de Vlaamse dichter-zanger Jean de Baets er een lied met de titel In de Rue des Bouchers aan wijdde. Johan Verminnen bracht het lied in 1979 op een single uit.
- Het Îlot Sacré (Heilig Eilandje) heeft een eigen volkse burgemeester. Niet verkozen door het volk, maar een folkloristische figuur die het Brussels karakter van de wijk verdedigt.

## Verwijzingen

### Voetnoten
1. ↑  Tussen 1815 en 1851 was de naam de Korte Predikherenstraat. De Beenhouwersstraat was tot 1853 de Lange Beenhouwersstraat en de Predikherenstraat was tot 1815 de Beenhouwerstraat. De straten monden uit op Koninklijke Sint-Hubertusgalerijen, de Grasmarkt, de Schildknaap- en de Bergstraat.
2. ↑  De stedenbouwkundige normen zijn strikt: uithangborden mogen niet haaks op de gevel en moeten in gotische letters. Bij gevelvernieuwing dienen gevels te worden afgebikt. Als men één vierkante meter oude bakstenen ontdekt moet de gevel herbouwd worden in de 17e- of 18e-eeuwse stijl met Spaanse baksteen en de raamlijst van witte natuursteen.